# Achatocarpus nigricans
Achatocarpus nigricans, jedna od devet biljnih vrsta roda Achatocarpus, porodica Achatocarpaceae. Raste od Meksika do Venezuele i Bolivije. Fanerofit (biljke iznad 3 metra visine) ili nanofanerofit (ispod tri metra).
Tipična vrsta u rodu opisana 1909.

## Sinonimi
- Achatocarpus mexicanus H.Walter in H.G.A.Engler